# Надия (Луганская область)
Надия (укр. Надія) — село, относится к Сватовскому району Луганской области Украины.
Население по переписи 2001 года составляло 25 человек. Почтовый индекс — 92624. Телефонный код — 6471. Занимает площадь 0,15 км². Код КОАТУУ — 4424086502. В марте 2022 года был захвачен армией РФ в ходе вторжения России на Украину, в октябре 2022 года возвращён под контроль Украины.
В селе родился Герой Советского Союза Василий Конопля.

## Местный совет
92624, Луганська обл., Сватівський р-н, с. Райгородка, вул. Конопліна, 3 (укр.)